# Le Volant d’Or de Toulouse 1998
Der Volant d’Or de Toulouse 1998 im Badminton fand Anfang November 1998 in Toulouse statt.

## Sieger und Platzierte
| Disziplin    | Gold                               | Silber                                    | Bronze                               |
| ------------ | ---------------------------------- | ----------------------------------------- | ------------------------------------ |
| Herreneinzel | Konstantin Tatranov                | Vladislav Druzchenko                      | Pawel Uwarow                         |
| Herreneinzel | Konstantin Tatranov                | Vladislav Druzchenko                      | Fernando Silva                       |
| Dameneinzel  | Elena Nozdran                      | Joanne Muggeridge                         | Maja Pohar                           |
| Dameneinzel  | Elena Nozdran                      | Joanne Muggeridge                         | Sandra Dimbour                       |
| Herrendoppel | Mihail Popov Svetoslav Stoyanov    | Manuel Dubrulle Vincent Laigle            | Valerij Strelcov Konstantin Tatranov |
| Herrendoppel | Mihail Popov Svetoslav Stoyanov    | Manuel Dubrulle Vincent Laigle            | Robert Blair Craig Robertson         |
| Damendoppel  | Elena Nozdran Viktoria Evtuschenko | Judith Baumeyer Santi Wibowo              | Sandra Dimbour Tatiana Vattier       |
| Damendoppel  | Elena Nozdran Viktoria Evtuschenko | Judith Baumeyer Santi Wibowo              | Felicity Gallup Joanne Muggeridge    |
| Mixed        | Michael Keck Nicol Pitro           | Vladislav Druzchenko Viktoria Evtuschenko | Fernando Silva Ana Ferreira          |
| Mixed        | Michael Keck Nicol Pitro           | Vladislav Druzchenko Viktoria Evtuschenko | Pawel Uwarow Ella Karachkova         |